# Golaki in Smrekova draga
Golaki in Smrekova draga so del Trnovske planote in so razglašeni za naravni rezervat. Trnovski gozd je porasel z mešanim bukovo-jelovim gozdom (Abieti-fagetum dinaricum). Golaki so najvišji masiv Trnovske planote, Smrekova draga pa je ena največjih globeli Trnovskega gozda in je značilno mrazišče s toplotnim in rastlinskim obratom. 

## Golaki
Golaki so s 1495 metri najvišji vrh Trnovske planote in priljubljen cilj planincev. Njihovo ime izhaja iz ogolelosti vrha, saj so na vrhu goli, niže pa poraščeni s pritlikavim vrbovjem (Salix sp.) in rušjem (Pinus mugo). V skalnih razpokah so tod našle svoj prostor tudi zavarovane, endemične rastline, npr. kranjski jeglič (Primula carniolica).
Območje Golakov je med najbolj ohranjenimi v Sloveniji in je zaščiteno kot naravni in gozdni rezervat. Območje je tudi zatočišče za divje živali, med katerimi so tudi nekatere ogrožene, npr. divji petelin (Tetrao urogallus).

## Smrekova draga
To je kraška kotanja, ki leži na višini nad 1000 metrov na Trnovskem gozdu in v njej vladajo mraziščne razmere.
V prostrani vrtači se je izoblikovala nenavadna inverzna razporeditev vegetacije. Rastlinski pasovi se nizajo v majhni, 200-metrski višinski razliki. Zgoraj na pobočju se razprostira visokogorski bukov gozd, ki nižje prehaja v bukovo-jelovega. Navzdol sledi čisti smrekov gozd, dno kotline pa poraščajo rušje ter druge pritlikave grmovnice in polgrmovnice. Med rušjem se mozaično prepletajo planinske trate in mahovi. Vzrok obrnjenega razporeda vegetacije tiči v izoblikovanosti reliefa. Vrtačo zapirajo okoliški grebeni, ki preprečujejo gibanje zraka. V njej je tako nastala specifična mezoklima z mirnim ozračjem, večjo relativno zračno vlago in pogostimi meglami. Sneg, ki se kopiči na dnu, se spomladi zelo počasi topi ter tako ohlaja ozračje in tla. Temperatura zraka od roba proti dnu vrtače nenehno pada. Smrekova draga ima torej dvojni »visokogorski« obrat - klimatski in vegetacijski. 
V kotanji so zanimive in redke rastline, med katerimi so nekatere tudi
endemične, kot so Kochov svišč (Gentiana acaulis), rjava detelja (Trifolium spadiceum), Beckova zvončica (Campanula Beckiana) in tirolska plahtica (Alchemilla tirolensis).